# Прохоренко Жанна Трохимівна
Жанна Трохимівна Прохоренко (нар. 11 травня 1940, Полтава, Українська РСР — пом. 1 серпня 2011, Москва, Росія) — радянська російська акторка театру та кіно українського походження. Заслужена артистка РРФСР (1969). Народна артистка РРФСР (1988).

## Життєпис
Народилась у Полтаві 1940 р. 1941 року на фронті загинув її батько, Трохим Прохоренко. Після війни родина переїхала до Ленінграда, де вона закінчила школу.
Закінчила Всесоюзний державний інститут кінематографії (1964, майстерня С. А. Герасимова, Т. Ф. Макарової).
Дебютувала в кіно 1959 р. роллю Шури у фільмі «Балада про солдата». Зіграла ролі в понад 50 кінокартинах і телефільмах; зокрема, у стрічках: «А якщо це кохання?» (1961), «Одруження Бальзамінова» (1964), «Калина червона» (1974), (рос.)«Приезжая» (1977) та ін.
Знялась в українських кінокартинах: «Прощай» (1966, Люба), «Один шанс із тисячі» (1968, Ніна), «Дві версії одного зіткнення» (1984), «Фіктивний шлюб» (1992), а також у радянсько-італійській «Вони йшли на Схід» (1964).
Була акторкою Державного Театру-студії кіноактора.
Одна з найбільш популярних і улюблених кіноакторок в СРСР.
Померла після важкої і тривалої хвороби, похована на Хованському кладовищі в Москві.

## Родина
- Чоловік: Євген Васильєв (1927—2007) — радянський кінорежисер, оператор, сценарист.
- Дочка: Катерина Васильєва (нар. 1961) — радянська і російська акторка театру і кіно (відома за фільмами «Вам і не снилося…» (1980, Альона), «Гостя з майбутнього» (1984, Алла Сергіївна, вчителька англійської мови) тощо).
- Внучка: Мар'яна Співак (нар. 1985) — російська акторка театру і кіно (головна роль в конкурсному фільмі 70-го Каннського фестивалю «Нелюбов» (2017, Женя) тощо).

## Вибрана фільмографія
| Рік  |    | Українська назва                 | Оригінальна назва                            | Роль                                   |
| ---- | -- | -------------------------------- | -------------------------------------------- | -------------------------------------- |
| 1959 | ф  | Балада про солдата               | рос. Баллада о солдате                       | Шура                                   |
| 1964 | ф  | Одруження Бальзамінова           | рос. Женитьба Бальзаминова                   | Капочка Неуєдова                       |
| 1964 | ф  | Вони йшли на Схід                | рос. Они шли на Восток                       | Катя                                   |
| 1965 | ф  | Іду на грозу                     | рос. Иду на грозу                            | Лєна                                   |
| 1965 | ф  | Двадцять років по тому           | рос. Двадцать лет спустя                     | Дуня                                   |
| 1967 | ф  | Подія, яку ніхто не помітив      | рос. Происшествие, которого никто не заметил | Настя                                  |
| 1972 | ф  | Крапка, крапка, кома…            | рос. Точка, точка, запятая...                | вчителька початкових класів            |
| 1974 | ф  | Калина червона                   | рос. Калина красная                          | Слідчий                                |
| 1980 | ф  | Лялька-Руслан і його друг Санька | рос. Лялька-Руслан и его друг Санька         | тітка Ліда, мати Віті                  |
| 1983 | ф  | Петля                            | рос. Петля                                   | Ганна Сергіївна Мухіна, дружина Федора |
| 1984 | с  | ТАРС уповноважений заявити...    | рос. ТАСС уполномочен заявить...             | Клавдія Микитівна, дружина Парамонова  |
| 1984 | тф | Кольє Шарлотти                   | Колье Шарлотты                               | чергова у готелі                       |